# Asham (gastronomie)
 (octobre 2024).
L'asham est un dessert répandu dans les Caraïbes, notamment en Jamaïque (sous le nom de Brown George ), à Trinité-et-Tobago (sous le nom de chili bibi ou sam sam) , et au Belize (sous le nom de caan sham, casham ou kasham) .
C'est un plat très simple consistant en des grains de maïs grillés puis hachés. La poudre obtenue est tamisée puis mélangé à de la cassonade et une pincée de sel , ; des épices sont parfois également ajoutées,. L'asham peut également être réalisé en version salée .
Il se consomme à la cuillère ou mélangé à de l'eau.
On pense qu'il a été introduit en Jamaïque par des esclaves africains, et que le mot asham dérive de o-sĭám, qui dans le dialecte Akuapem de la langue Twi, qui fait partie du macrolangage Akan, signifie maïs séché et broyé, ou de òsiam, qui en langue Nkonya désigne la farine de maïs grillée mélangée à de l'eau,.